# 4458 Oizumi
4458 Oizumi este un asteroid din centura principală, descoperit pe 21 ianuarie 1990 de Yoshio Kushida și Osamu Muramatsu.